# ألان سكوت (رجل أعمال)
ألان سكوت (بالإنجليزية: Allan Scott)‏ هو شخصية أعمال أسترالي، ولد في 1923، وتوفي في 28 أكتوبر 2008.